# Carduus lusitanicus
Carduus lusitanicus là một loài thực vật có hoa trong họ Cúc. Loài này được Rouy mô tả khoa học đầu tiên.